# Stinson Detroiter
El Stinson Detroiter era un avión de transporte civil con capacidad para cuatro pasajeros en sus respectivos asientos o utilizado para transporte de carga, este monoplano fue diseñado y construido por el estadounidense Stinson Aircraft Syndicate, que poco más tarde pasaría a ser la Stinson Aircraft Corporation.

## Historia y desarrollo
Inicialmente fundado como el Stinson Aircraft Syndicate con sede en Detroit, esta compañía fue constituida en 1925 por el piloto pionero Eddie Stinson . El primer diseño fue realizado conjuntamente por Stinson y por aquel entonces desconocido ingeniero Alfred Verville. Se trataba de un biplano de cabina cerrada cuatriplaza, que fue designado Stinson SB-1 Detroiter. Esta primera versión contaba con unas características innovadoras, como calefacción para la cabina, frenos individuales para cada rueda, freno de estacionamiento de emergencia y motor de arranque eléctrico de (164 kW) para su motor Wright J-5 Whirlwind (torbellino) que generaba 220 cv. El fuselaje fue construido con tubos de acero al cromo-molibdeno soldados, carenada para dar forma y cubierto de tela. Los paneles de las alas fueron construidos con mástiles y costillas de madera de abeto, también, cubierto de tela. La capacidad de combustible era de 265 l almacenado en dos tanques que fueron montados en el ala superior. La cola revestida en tela, estaba construida de tubo de acero soldado, la aleta era ajustable y el estabilizador horizontal era ajustable en vuelo. Seguidamente a finales del año 1925 se inició el desarrolló a partir del Detroiter del modelo monoplano de ala alta arriostrada SM-1D con un capacidad de seis asientos, realizando su primer vuelo el 25 de enero de 1926.
El avión fue rápidamente un éxito y permitió a Stinson obtener ganancias de US$ 150.000 dólares en capital público,  renombrando la empresa como Stinson Aircraft Corporation, el 4 de mayo de 1926.
Aparecieron a continuación los tipos SM-1DA y SM-1DB, en los que se introdujo ciertos cambios menores; más tarde se construyeron los modelos biplazas únicos de carga SM-1DC y SM-1DD; este tipo fue el último de los Detroiter con motor J-5.
Setenta y cinco aviones usaron los motores Wright J-5; fueron seguidos en 1929 por 30 aviones SM-1F a los cuales se les instaló el nuevo motor Wright J-6 de 300 cv. Esta variante de 14,22 m de envergadura podía alcanzar una velocidad máxima de 220 km/h.
Este modelo pronto demostró ser popular entre los transportistas de pasajeros y correo en algunas de las primeras líneas aéreas; a partir de 1928 las aeronaves tipo SM-1, fueron utilizadas en los servicios regulares de Paul Braniff en sus empresas Braniff Airlines y Northwest Airlines.
En abril de 1930, el hidroavión SM-1FS Pilot Radio con una tripulación de tres personas, voló desde Nueva York a las Islas Bermudas ; esta fue la primera vez que se realizaba un vuelo entre estas islas y el continente; este viaje fue arriesgado ya que el avión tuvo que amerizar por falta de luz y luego por quedarse sin combustible. Además se descubrió que un puntal del ala estaba dañado, cuando fue enviado de regreso a Nueva York.
En 1927, dos Detroiter, sólo ligeramente modificados, fueron utilizados por el famoso explorador australiano Hubert Wilkins en una de sus expediciones al Ártico; después de muchas misiones exitosas, uno de ellos tuvo que realizar un aterrizaje forzoso sobre el hielo del Ártico y tuvo que ser abandonado, el otro fue vendido más tarde en Alaska. Un Detroiter biplano fue pilotado por "Eddie" Stinson en el Ford Air Tour de 1926 y terminó en 3ª posición en una dura competencia.
En 1928 se desarrolló el modelo Stinson SM-2 Junior para atraer a propietarios privados.
Referencia datos: (Stinson SM1-F)

### Características generales
- Tripulación: 1-2
- Capacidad: 7
- Longitud: 10,00 m
- Envergadura: 14,22 m
- Peso máximo al despegue: 1.580 kg
- Planta motriz:  Radial Wright J-6.
  - Potencia: 224 kW (300 HP; 304 CV) cada uno.

### Rendimiento
- Velocidad nunca excedida (Vne): 214 km/h
- Alcance: 1.125 km
- Techo de vuelo: 4.267 m

## Variantes del modelo
- SB-1 de Detroit

Versión original, era un biplano con un motor Wright J-5 Whirlwind que generaba 220 cv (164 kW)
- SM-1D

Monoplano versión de ala alta con motor Wright J-5 Whirlwind, que generaba  220 cv (164 kW)
- SM-1DA

Versión SM-1D con mejoras detalladas
- SM-1DB

Versión SM-1D con pequeñas mejoras
- SM-1DC

Versión SM-1D con mejoras detalladas
- SM-1DD

Variante con dos asientos y el interior de transporte de carga, uno construido
- SM-1DE

Variante biplaza con el interior configurado para el transporte de carga, uno construido
- SM-1F

Variante a partir de 1929 con un motor Wright J-6, 300 hp (224 kW).
- SM-1D300

Varios SM-1D Mark III remotorizados con un Wright J-6 de 300 hp (224 kW)
- SM-1FS

Variante Hidroavión versión del modelo SM-1F con flotadores Edo
- SM-6B Detroiter

Dos aparatos con capacidad para siete plazas, con un nuevo motor en estrella Pratt & Whitney Wasp C1 de 450 CV (336 kW); se construyeron en 1928, seguidos por siete u ocho más con ocho asientos

## Operadores
Estados Unidos